# Сумбер

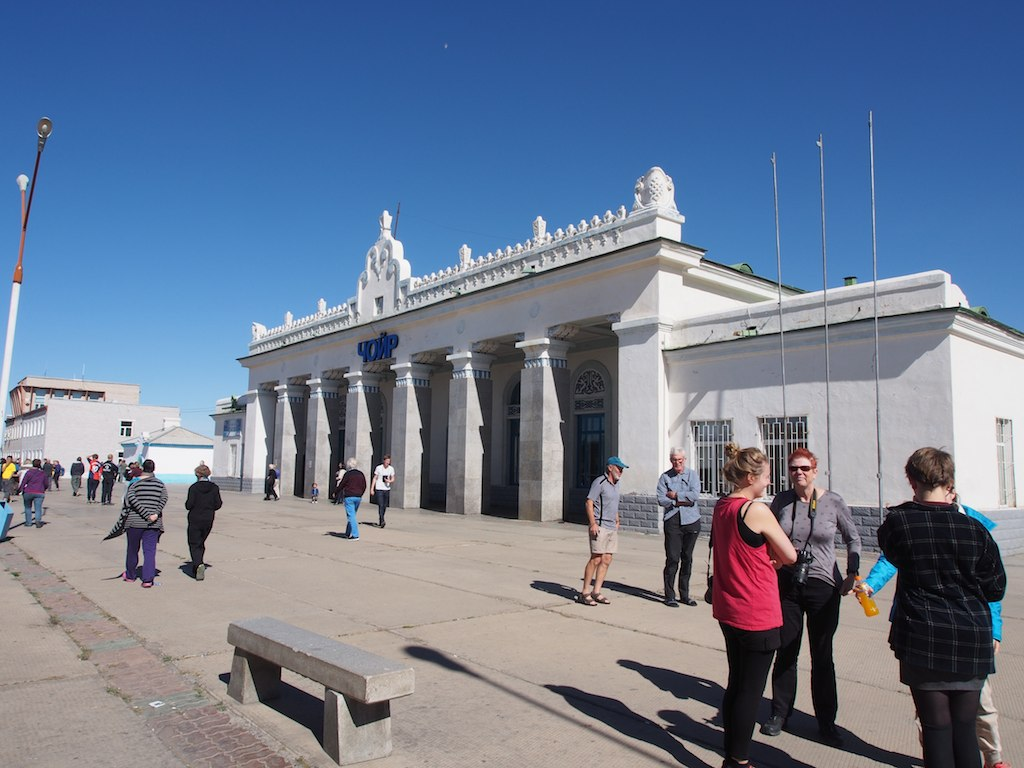
Залізничний вокзал в Чойрі

Сомон Сумбер входить до складу аймаку Говь-Сумбер. Центром сомону є місто Чойр. Чойр водночас є центром аймаку. Населення 7,5 тис.

## Рельєф
Гори Оцол Сансар (1696 м), Іх Сансар (1682 м), Іх уул (1444 м), Богд та інші. Протікає річка Херлен, багато солених озер.

## Клімат
Різкоконтинентальний клімат, середня температура січня −19-22 градуси цельсія, липня +20 град. У середньому протягом року випадає 170–250 мм опадів.

## Корисні копалини
Багатий кам'яним вугіллям, шпатом, будівельною сировиною.

## Тваринний світ
Водяться вовки, лисиці, зайці, аргалі, дикі кози, корсаки.

## Інфраструктура
Є залізнична станція, ТЕС, автобаза, нафтобаза, майстерні. Сфера обслуговування, будинки відпочинку, школа, лікарня.